# Budziwojów (przystanek kolejowy)
Budziwojów – zlikwidowany przystanek osobowy w Budziwojowie, w powiecie legnickim, w województwie dolnośląskim, w Polsce.